# Ignacio Padilla
Ignacio Padilla, all'anagrafe José Ignacio Padilla Martínez (Città del Messico, 7 novembre 1968 – Santiago de Querétaro, 20 agosto 2016), è stato uno scrittore, saggista e diplomatico messicano, esponente del Realismo magico e, con Eloy Urroz, Jorge Volpi e Pedro Angel Palou, fondatore negli anni novanta della Generación del crack ("generazione della crepa"). Ha scritto anche racconti per bambini.

## Biografia
Nato e cresciuto a Città del Messico, si appassiona fin da bambino alla Letteratura, in particolare di Joyce, Dostoevskij e Stevenson. Si laurea in Scienza delle comunicazioni presso la Universidad Iberoamericana, nel distretto di Santa Fe; ottiene poi la laurea magistrale in Letteratura britannica presso la University of Edinburgh e un dottorato in Letteratura sudamericana presso la Universidad de Salamanca - Spagna. Torna quindi in Messico: in questi anni lavora per la rivista Playboy per la stampa e pubblicazione messicana; nello stesso tempo tiene una rubrica sulla rivista letteraria Sábado. Riceve il Premio Alfonso Reyes per la storia breve Subterráneos, con la quale si propone nel 1990 come scrittore.
Nel 1994 pubblica il suo primo romanzo, El año de los gatos amurallados, cui seguono Las tormentas del mar embotellado - per il quale riceve il Premio Juan de la Cabada - e La catedral de los ahogados - che gli vale il Premio Juan Rulfo e il Premio Malcolm Lowry. A questi segue nel 1996 il quarto romanzo, Si volviesen sus majestades. Questo è il periodo della nascita della Generación del crack, alla quale si dedica attivamente assieme a diversi suoi amici, tra i quali Eloy Urroz, Jorge Volpi e Pedro Angel Palou: il loro scopo è proporre storie basate sulla loro concezione della letteratura messicana e sudamericana in generale, rispondendo quindi al cosiddetto Boom Latinoamericano, un movimento precedente, andando oltre il Realismo magico, che li ha condizionati per decenni; vuole quindi essere un movimento di rottura, separandosi, pur senza abbandonarlo del tutto, dal Realismo magico - infatti, propongono come modelli Cortázar e Borges, due dei maestri di questo genere. Scrivono un vero e proprio Manifesto. Nello stesso anno Sandro Cohen pubblica una raccolta di racconti di scrittori che hanno aderito al neonato movimento intitolata Nueva Imagen. Ignacio, dal canto suo, contribuisce nuovamente nel 1999, pubblicando il suo quinto romanzo, Los funerales de Alcaraván: historia apócrifa del realismo mágico, per il quale riceve anche il Premio José Revueltas, e una seconda raccolta di racconti, Las antípodas y el siglo, Premio Gilberto Owen. Riprendendo l'omonima commedia di Plauto e Molière, scrive Anfitrión, Premio Primavera de Novela nel 2000.
Viene scelto come pubblico attaché per l'ambasciata messicana nel Regno Unito, incarico che mantiene sino al 2003; in questi anni concepisce, scrive e pubblica il romanzo Espiral de artillería, i racconti de Las antípodas y el siglo e le Crónicas africanas, che pubblica in Messico col titolo Nostromo. Nel 2007 il Presidente Felipe Calderón lo nomina direttore della biblioteca nazionale intestata allo scrittore José Vasconcelos.
Padilla è morto nell'estate del 2016 all'età di 47 anni a seguito di un incidente d'auto.

## Opere
- (EN) Funeral Among the Oyameles, su elimae.com.
- (EN) The Sad Fate of the Graduate Rocamadour Muskaria, su home.sprynet.com. URL consultato il 7 settembre 2009 (archiviato dall'url originale il 5 luglio 2008).